# 가자미소년단
가자미소년단은 대한민국의 록 밴드이다. 밴드명은 "가짜 미소년단"에서 유래하였으며 "가자미"소년단이 아니라 가자! 美소년단이다.

## 구성원
- 리치킴 (김준영) - 보컬, 기타
- 최지산 - 기타
- 강현진 - 베이스
- 김수완 - 드럼

### 전 구성원
- 정홍기 - 드럼
- 전우인 - 베이스
- 유주영 - 키보드
- 이정화 - 기타
- 최성민 - 베이스

## 소속사
- GOGO2020

## 음반

### 앨범
- 1집 - 지구소년 (2012년)
- EP - 가자미소년단 더하기 신초이 (2013년)
- EP - REGAIN (2017년)

### 싱글
- 홀딱 벗고 춤을 추자 (2010년)
- Apple (2012년)
- Tvn 드라마 후아유 ost HAPPY (20213년)
- Warning sign (2017년)

## 출연
- TOP밴드 2 (KBS 2TV, 2012년)
- EBS 스페이스 공감 (2009,2010년)
- M.NET M countdown (2013년)
- 유희열의 스케치북(2013년)

## 경력
- 2010년 EBS 스페이스 공감 10월의 헬로루키 선정[1]

## 수상
- 2010년 EBS 스페이스 공감 올해의 헬로루키 심사위원특별상

## 공연
- 2011 그린플러그드 페스티벌
- 2011 레인보우 아일랜드
- 2013 그린플러그드 페스티벌
- 2013 안산 밸리 록 페스티벌
- 2013 슈퍼소닉 페스티벌